# Зільдік
Зільдік — село в Хівському районі Дагестану.
Розташоване воно в місцевості ГурчІалан КІанакк (16 км від села Хів.
Тухуми (роди): Шхар — емігранти з Шама (коло Мекки), Бякьйир, Аьлйир, Гьяйдагъяр, БатІрар.
Святі місця села: Дабкьру кьяб — качаючий камінь, під селом Ккуккум — башта, пагорб з білого піску — на північ 1,5 км.
Раццач1итаб, Шант1а-рин гъул, Бачи жардрягъ — зруйновані частини села.